# Coupe Charles Drago 1954
Navigation
Édition précédente Édition suivante
La deuxième édition de la Coupe Charles Drago est organisée durant la deuxième partie de la saison 1953-1954 par la Ligue nationale de football pour les clubs professionnels français, et se déroule sur une période de février à juin. La compétition oppose les clubs éliminés de la Coupe de France de football avant les quarts de finale.

## Clubs participants
| Division 1 - Le Havre AC - RC Lens - Lille OSC - FC Metz - AS Monaco - FC Nancy - Nîmes Olympique - Stade de Reims - CO Roubaix-Tourcoing - AS Saint-Étienne - FC Sète - FC Sochaux-Montbéliard - Stade français - RC Strasbourg - Toulouse FC | Division 2 - AS Aix-en-Provence - Olympique d'Alès - SCO Angers - AS Béziers - FC Grenoble - Olympique lyonnais - SO Montpellier - FC Nantes - CA Paris - RC Paris - FC Perpignan - Red Star Olympique - Stade rennais UC - SC Toulon - US Valenciennes-Anzin |

## Premier tour
Les matchs se déroulent sur le terrain du premier club cité, sauf note contraire. En cas de match nul, l'équipe visiteur est qualifiée pour le tour suivant.
L'ensemble des clubs participants ont été éliminés en trente-deuxièmes de finale de la Coupe de France, à l'exception de l'US Valenciennes-Anzin, éliminée au tour précédent.
Matchs disputés le 14 février 1954 sauf note contraire.
| Équipe 1                  | Score      | Équipe 2                    | Notes                              |
| CA Paris (D2)             | 2 - 1      | SO Montpellier (D2)         | Disputé le 13 février à Saint-Ouen |
| CO Roubaix-Tourcoing (D1) | 0 - 4      | FC Sochaux-Montbéliard (D1) |                                    |
| FC Nantes (D2)            | 0 - 0 a.p. | AS Monaco (D1)              |                                    |
| SCO Angers (D2)           | 4 - 2      | RC Lens (D1)                |                                    |
| AS Aix-en-Provence (D2)   | 0 - 4      | FC Grenoble (D2)            |                                    |
| AS Béziers (D2)           | 1 - 0      | US Valenciennes-Anzin (D2)  |                                    |
| RC Paris (D2)             | 4 - 1      | AS Saint-Étienne (D1)       | Disputé le 24 février              |

## Deuxième tour
Les matchs se déroulent sur le terrain du premier club cité, sauf note contraire. En cas de match nul, l'équipe visiteur est qualifiée pour le tour suivant.
Aux sept clubs qualifiés à la suite du premier tour se joignent les clubs professionnels éliminés en seizièmes de finale de la Coupe de France : Alès, Lyon, Nîmes, Perpignan, le Red Star, Reims, Rennes et Toulouse.
Le total de clubs engagés étant impair, un club est exempté. Il s'agit de l'Olympique lyonnais.
Matchs disputés le 7 mars 1954 sauf note contraire.
| Équipe 1                    | Score      | Équipe 2                | Notes                          |
| RC Paris (D2)               | 3 - 0      | FC Grenoble (D2)        | Disputé le 6 mars à Saint-Ouen |
| CA Paris (D2)               | 2 - 0      | AS Monaco (D1)          | Disputé le 6 mars à Saint-Ouen |
| Stade de Reims (D1)         | 4 - 2      | FC Perpignan (D2)       |                                |
| Nîmes Olympique (D1)        | 1 - 1 a.p. | Toulouse FC (D1)        |                                |
| FC Sochaux-Montbéliard (D1) | 5 - 1      | AS Béziers (D2)         |                                |
| SCO Angers (D2)             | 2 - 2 a.p. | Stade rennais UC (D2)   |                                |
| Olympique d'Alès (D2)       | 0 - 4      | Red Star Olympique (D2) |                                |

## Troisième tour
Les matchs se déroulent sur le terrain du premier club cité, sauf note contraire. En cas de match nul, l'équipe visiteur est qualifiée pour le tour suivant.
Aux huit clubs qualifiés à la suite du deuxième tour se joignent les clubs professionnels éliminés en huitièmes de finale de la Coupe de France : Le Havre, Lille, Metz, Nancy, Sète, le Stade français, Strasbourg et Toulon.
Matchs disputés le 28 mars 1954 sauf note contraire.
| Équipe 1                    | Score      | Équipe 2                | Notes                 |
| Olympique lyonnais (D2)     | 2 - 0      | Stade rennais UC (D2)   | Disputé le 27 mars    |
| CA Paris (D2)               | 1 - 2      | FC Sète (D1)            | Disputé le 27 mars    |
| Lille OSC (D1)              | 7 - 2      | RC Strasbourg (D1)      |                       |
| Stade de Reims (D1)         | 4 - 1      | SC Toulon (D2)          |                       |
| Toulouse FC (D1)            | 1 - 1 a.p. | Le Havre AC (D1)        | Disputé à Carcassonne |
| FC Nancy (D1)               | 3 - 2 a.p. | RC Paris (D2)           |                       |
| FC Sochaux-Montbéliard (D1) | 4 - 0      | Red Star Olympique (D2) |                       |
| FC Metz (D1)                | 2 - 0      | Stade français (D1)     |                       |

## Quarts de finale
Les matchs se déroulent sur le terrain du premier club cité. En cas de match nul, l'équipe visiteur est qualifiée pour le tour suivant.
Matchs disputés le 25 avril 1954.
| Équipe 1                | Score | Équipe 2                    | Notes |
| Olympique lyonnais (D2) | 1 - 2 | Stade de Reims (D1)         |       |
| FC Metz (D1)            | 4 - 0 | FC Sète (D1)                |       |
| FC Nancy (D1)           | 2 - 5 | Lille OSC (D1)              |       |
| Le Havre AC (D1)        | 1 - 2 | FC Sochaux-Montbéliard (D1) |       |

## Demi-finales
Les matchs se déroulent sur le terrain du premier club cité. En cas de match nul, l'équipe visiteur est qualifiée pour la finale.
Matchs disputés les 20 et 23 mai 1954.
| Équipe 1                    | Score | Équipe 2       | Notes             |
| Stade de Reims (D1)         | 2 - 0 | FC Metz (D1)   | Disputé le 20 mai |
| FC Sochaux-Montbéliard (D1) | 1 - 2 | Lille OSC (D1) | Disputé le 23 mai |

## Finale
Le Stade de Reims rejoint le FC Sochaux-Montbéliard au palmarès en remportant cette finale sur le score sans appel de 6 buts à 3. Lille menait pourtant 2 buts à 0 au bout de huit minutes de jeu, mais Reims inversait la vapeur en inscrivant quatre buts avant la mi-temps. Les deux équipes venaient tout juste de terminer aux deux premières places du championnat, mais dans le sens inverse, le LOSC étant sacré champion de France.
| Clubs          | Stade de Reims - Lille OSC |
| Score          | 6-3 (4-2) |
| Date           | 2 juin 1954 |
| Stade          | Parc des Princes, Paris 3 500 spectateurs |
| Arbitre        | M. Joseph Bureloux |
| Buts           | Penverne (10e et 15e), Bliard (18e et 70e), Glovacki (37e) et Kopa (57e s.p.) pour Reims ; Lefèvre (6e et 49e) et Vincent (8e) pour Lille                                                                            |
| Stade de Reims | Paul Sinibaldi, Robert Siatka, Robert Jonquet, Roger Marche, Armand Penverne, Raymond Cicci, Léon Glovacki, Michel Leblond, Raymond Kopa, René Bliard, Jean Templin. Entraîneur : Albert Batteux                     |
| Lille OSC      | César Ruminski, Jacques Van Cappelen, Cor van der Hart, Robert Lemaître, Guillaume Bieganski, Marceau Somerlinck, Yvon Douis, Jean Vincent, Roland Clauws, André Strappe, Bernard Lefèvre. Entraîneur : André Cheuva |